# پویا سیف‌پناهی
پویا سیف‌پناهی (زاده ۲۲ مرداد ۱۳۶۵؛ سنندج) بازیکن فوتبال اهل ایران است که در پست دفاع چپ بازی می‌کند.
وی سابقه بازی برای باشگاه‌هایی چون ذوب‌آهن و مس کرمان را در کارنامه خود دارد.

## حواشی
وی در آبان‌ماه سال ۱۴۰۱ به دلیل انتشار استوری در صفحهٔ اینستاگرامی خود علیه بازیکنان تیم ملی در پی اتفاقات دیدارشان با رئیس‌ محترم جمهور کشور ابراهیم رئیسی که همچنین موضوع این استوری انتقادی با وقایع اعتراضات سراسری ۱۴۰۱ ارتباط داشت به کمیته انضباطی باشگاه مس شهربابک احضار و از این باشگاه به دلیل انتشار این استوری انتقادی اخراج شد.

## افتخارات
مس کرمان
- جام حذفی نایب‌قهرمانی (۱): ۹۳–۱۳۹۲

ذوب‌آهن
جام حذفی (۱): ۹۴–۱۳۹۳
ماشین‌سازی
- لیگ آزادگان (۱): ۹۵–۱۳۹۴